# Фребель, Мерле
Мерле Фребель (нем. Merle Fräbel; род. 11 июня 2003, Зуль, Тюрингия) — немецкая саночница. Серебряный призёр чемпионата мира 2025 года, чемпионка мира среди молодёжи 2023 и 2024 годов. Член сборной Германии по санному спорту. Призёр этапов Кубка мира.

## Биография
Мерле Фребель начала заниматься санным спортом в Оберхофе, в возрасте восьми лет.. Свои первые международные старты она осуществила в сезоне 2012-13 годов. На зимних Юношеских Олимпийских играх в Лозанне в 2020 году она стала чемпионкой в спуске на одноместных санях, в командном турнире завоевала серебро.
На абсолютном уровне она дебютировала на Кубке мира в сезоне 2022/23 годов. Первый старт был на трассе в австрийском Иглсе. 10 декабря 2022 года она впервые в карьере поднялась на подиум, заняв третье место на трессе в Уистлере.
На чемпионате мира по санному спорту 2023 года на домашней трассе в Оберхофе Мерле смогла занять четвертое место в спринте. В одноместных санях она заняла пятое место и стала чемпионкой мира среди молодёжи до 23 лет.
Свою первую гонку на этапах Кубка мира в одиночном разряде она выиграла в Оберхофе в сезоне 2023/24 годов.
На чемпионате мира 2025 года в канадском Уистлере, Мерле завоевала серебряную медаль в одиночном спуске - это первая для неё награда с чемпионатов мира. 